# Gilles Goujon
 (mai 2025).
Pour l’article ayant un titre homophone, voir Gilles Gougeon.
Pour les articles homonymes, voir Goujon.
Gilles Goujon, né le 10 décembre 1961 à Bourges (Cher), est un chef cuisinier français, Meilleur ouvrier de France et triplement étoilé depuis 2010 au guide Michelin pour son restaurant l'Auberge du Vieux Puits à Fontjoncouse (Aude).
Il est vu régulièrement dans l'émission Top Chef sur M6 dont il est un « habitué ».
En 2020, l'application Tripadvisor nomme son restaurant « meilleur restaurant gastronomique du monde » sur la base des avis laissés par ses clients.

## Biographie
Le père de Gilles Goujon était pilote de chasse ; il a vécu à Marrakech au Maroc, en Allemagne et à Metz, selon les affectations de son père.
Après la mort prématurée de ce dernier, sa famille s'installe à Béziers. Peu passionné pour les études, son parcours scolaire est un échec. Il décide donc de rentrer dans la vie active en devenant serveur dans un restaurant. C'est cette expérience du métier qui lui donne le goût de devenir cuisinier.
En 2015, il intègre le jury à la cinquième saison de l'émission MasterChef.

### Parcours professionnel
Depuis février 2019, il conçoit avec quatre autres Meilleurs ouvriers de France la carte du restaurant le Maïence, à Strasbourg, restaurant gastronomique, de Cédric Moulot, dédié aux produits de la mer et au végétal. Cédric Moulot a, depuis, revendu ce restaurant au pub-restaurant voisin.

### L'Auberge du Vieux Puits
Fontjoncouse est un petit village des Corbières, situé dans le département de l'Aude, à 35 km de Narbonne, dans les hauteurs de l'arrière pays. Le maire décida que le village ne pouvait survivre que par la création d'une auberge. Il fit transformer une ancienne bergerie en espace d'accueil pour le tourisme. Malheureusement, tous ceux qui s'installèrent à cette place finirent en dépôt de bilan. Le maire de Fontjoncouse contacte par téléphone Gilles Goujon et son épouse pour leur offrir la possibilité de s'installer sur la commune dans l'auberge que le dernier gérant venait de quitter en déposant le bilan. Ils visitent les lieux, sont enchantés par l'endroit : l'accord est conclu et la famille s'installe. Il faut beaucoup de travaux pour remettre les lieux en état et en faire un restaurant convivial. Plusieurs années se suivent, le restaurant est pratiquement désert. 
Ses pairs conseillent à Gilles Goujon de se présenter au concours du MOF (Meilleur ouvrier de France), titre qu'il obtient en 1996. En 1997, il est noté 14/20 par le Gault et Millau et affublé d'une étoile sur le Bottin Gourmand. Cette même année, le Guide Michelin lui octroie sa première étoile. 
En 2001, il se voit décerner sa deuxième étoile par le Guide Michelin.
Le guide Gault et Millau lui décerne la note de 19/20 et cinq toques dans son édition 2009. 
2010 est l'année de consécration, puisqu'il est le seul nouveau chef à obtenir trois étoiles au Guide Michelin dans cette édition.
En 2015, l'Auberge du Vieux Puits est classée dans le top 10 des meilleurs chefs mondiaux en figurant à la 9e place des 1 000 meilleures tables mondiales répertoriées par "La Liste".
Le 26 septembre 2016, le Chef Gilles Goujon reçoit des mains de Laurent Fabius le grade de chevalier de la Légion d’honneur à Toulouse.
Pour l'année 2017 la place du Chef est au panthéon des rares cuisiniers notés 19,5/20 au Gault & Millau.
Gilles Goujon propose dans son restaurant une cuisine de terroir principalement, des produits simples comme le chou, la tomate et les légumes de saison, l'agneau, le chevreau, les gibiers de saison (sanglier, lièvres, cailles, bécasses), le cochon noir de Bigorre, les pigeons, l'olive picholine, le romarin, le basilic, sans oublier la morue, la pomme-fruit, les pommes de terre (par exemple la variété du Pays de Sault) et les figues.

## Publications
- Sur la route de Gilles Goujon itinéraires gourmands en Aude Pays Cathare par ses Chefs étoilés, Agence Alaric, 2012
- Gilles Goujon à l'Auberge du Vieux Puits, Le Chêne, 2015
- Gilles Goujon à Fontjoncouse: ... quelque part en Corbières, Glénat, 2018
- Gilles Goujon, chapitre "Comment prédire l'avenir?", dans La cuisine de demain vue par 50 étoiles d’aujourd’hui (dirigé par Kilien Stengel), L'Harmattan, 2021

## Décoration
Le 25 mars 2016, Gilles Goujon est nommé au grade de chevalier dans l'ordre national de la Légion d'honneur au titre de « chef cuisinier, restaurateur ; 39 ans de services » puis fait chevalier le 26 septembre 2016. Il est promu au grade d'officier le 15 janvier 2025 au titre de « chef cuisinier, directeur d'établissements culinaires ».

## Pour approfondir